# Gilmania
Gilmania, monotipski biljni rod iz porodice dvornikovki. Jedina vrsta je G. luteola, jednogodišnja raslinja čije je područje ograničeno na kalifornijsku pustinju Dolinu smrti.
Biljka raste u tepisima, nisko pri tlu, i to samo za vrijeme kiša, što je veoma rijetko u Dolini smrti. Cvjetić je malen; perijant žut, režnjeva 6, cijelih; prašnika 9. Plod: smeđi. Njezino stanište su ekstremno alkalne ravnice.

## Sinonimi
- Phyllogonum luteolum Coville; Contrib. U. S. Nat. Herb. 4: 190 t. 21 (1893)